# Jomar Moraes
Jomar da Silva Moraes (Guimarães, 06 de maio de 1940 - São Luís, 14 de agosto de 2016) foi um pesquisador, ensaísta, cronista, crítico e historiador da literatura maranhense. 

## Biografia
Filho de José Alipio de Moraes Filho e Marcolina Cyriaca da Silva, formou-se em Direito em 1976 pela Universidade Federal do Maranhão. 
Começou a carreira profissional como soldado da Polícia Militar do Maranhão (PMMA) e chegou a ser diretor da Biblioteca Pública Benedito Leite e secretário de Estado da Cultura do Maranhão.

## Academia Maranhense de Letras
Em 10 de maio de 1969 foi eleito para a Cadeira nº 10 da Academia Maranhense de Letras sendo recebido por Antônio Oliveira. Foi presidente da instituição por 22 anos.

## Obras
- Seara em Flor (1963)
- Graça Aranha (1968)
- Vida e Obra de Antônio Lobo (1969)
- Bibliografia crítica da literatura maranhense (1972)
- Guia histórico da Biblioteca Pública Benedito Leite (1973)
- Tributo & desenvolvimento (1975)
- Apontamentos de literatura maranhense (1976)
- O físico e o sítio (1980)
- O rei touro e outras lendas maranhenses (1980)
- Guia de São Luís do Maranhão (1989)
- Ana Jansen, rainha do Maranhão (1989)
- Perfis Acadêmicos (1993)
- Gonçalves Dias: vida e obra (1998)

## Ligações Externas
SILVA, Franklin Lopes. Condicionantes Sociais, Leitura e Mediação: um estudo sobre a trajetória de Jomar Moraes   Dissertação. Consultada em 09 de dezembro de 2018.